# Quintana del Pidio
Quintana del Pidio é um município da Espanha na província de Burgos, comunidade autónoma de Castela e Leão, de área  km² com população de 182 habitantes (2007) e densidade populacional de 16,64 hab/km².

## Demografia

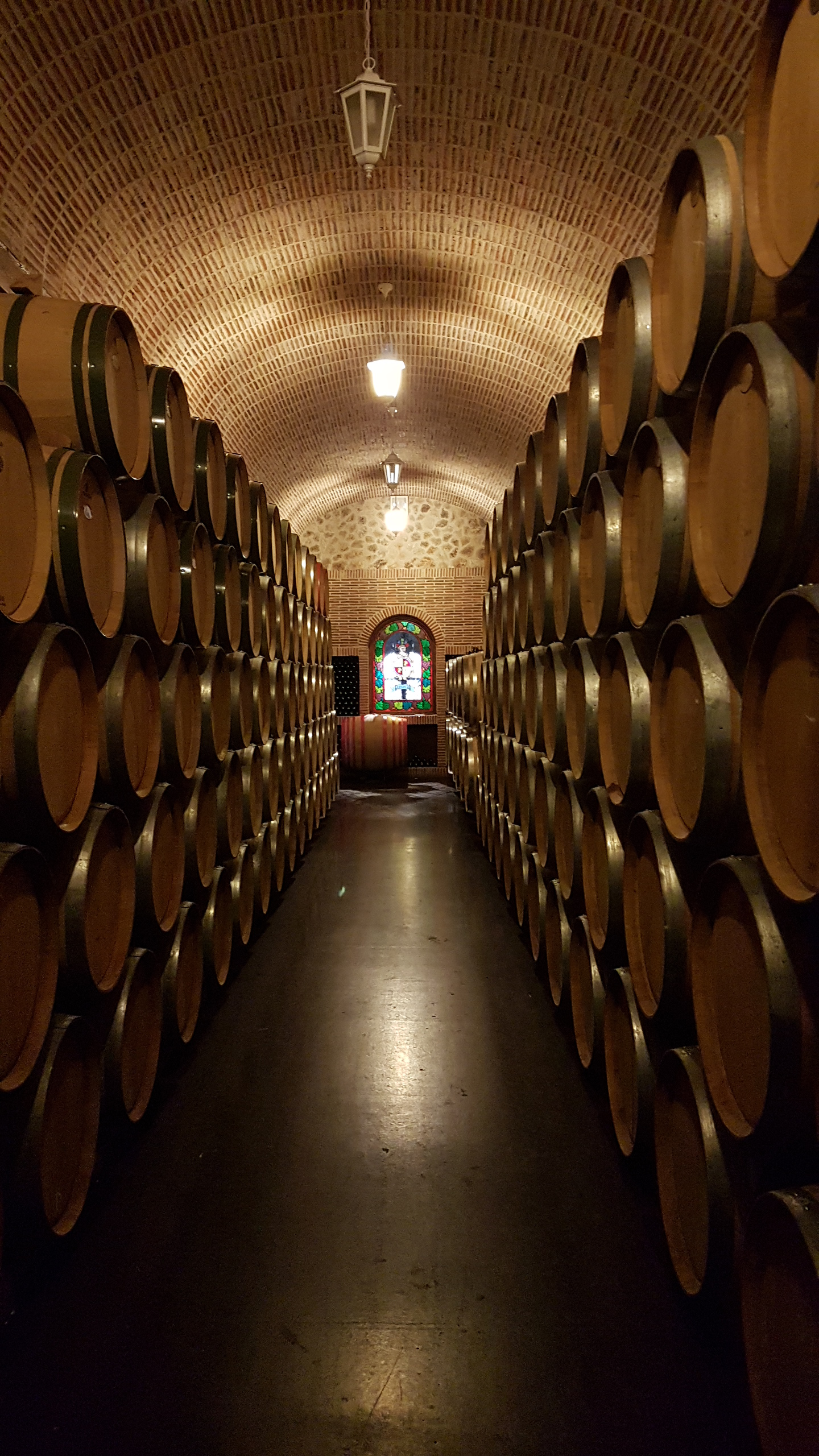
Barris de vinho na adega subterrânea da Bodegas Casajús, em Quintana del Pidio.

| Variação demográfica do município entre 1991 e 2004 | Variação demográfica do município entre 1991 e 2004 | Variação demográfica do município entre 1991 e 2004 | Variação demográfica do município entre 1991 e 2004 |
| --------------------------------------------------- | --------------------------------------------------- | --------------------------------------------------- | --------------------------------------------------- |
| 1991                                                | 1996                                                | 2001                                                | 2004                                                |
| 215                                                 | 192                                                 | 181                                                 | 180                                                 |